# 빈센트 라레스카
빈센트 라레스카(Vincent Laresca, 1974년 1월 21일 ~ )는 미국의 배우이다.

## 출연 작품
- 케이 팩스
- 코치 카터
- 데블 - 헨리 역
- 언싱커블 - 린드로 역
- 건 힐 로드 - 헥터 역
- 어메이징 스파이더맨 - 건설 노동자 역
- 셰이즈 오브 블루 - 카를로스 에스파 역